# Glossosoma discophorum
Glossosoma discophorum là một loài Trichoptera trong họ Glossosomatidae. Chúng phân bố ở miền Cổ bắc.